# Distretto di Solukhumbu
Il distretto di Solukhumbu (Nepalese: सोलुखुम्बु जिल्ला, Sherpa: ཤར་ཁུམ་བུ་རྫོང་ཁ། Wylie: shar khum bu dzong kha) è uno dei settantacinque distretti del Nepal, un paese senza sbocco sul mare dell'Asia meridionale. Come suggerisce il nome, consiste nelle sottoregioni Solu e Khumbu.
Il distretto, con capoluogo a Salleri, copre un'area di 3.312 km² e contava 107.686 abitanti nel 2001 e 105.886 nel 2011.
Geograficamente il distretto appartiene alla zona montagnosa himalayana detta Parbat. Al confine con il Tibet si trova il monte Everest (8.848 m.) e poco ad est di questo il monte Lhotse (8.516 m.). Tutta al zona nord del distretto, e parte della zona orientale, rientrano nella zona protetta del Parco nazionale di Sagarmatha.
L'etnia indigena Kulung e i Rai sono i gruppi principali che vivono nelle colline centrali, mentre gli sherpa occupano le alte montagne. C'è un sentiero escursionistico notevole noto come il sentiero Solukhumbu.

## Turismo
L'attrazione principale del distretto è il Monte Everest (8.848 m). L'UNESCO ha elencato il Sagarmatha National Park come sito del patrimonio mondiale. La cultura sherpa e il monastero di Tengboche sono unici in questo distretto. Il villaggio di Khumjung è famoso per la cultura sherpa. La valle del Gokyo e la valle del Khumbu sono le principali valli himalayane famose tra gli amanti dell'avventura e della natura. Gokyo Lake trek, Island peak climbing, solukhumbu, Mera Peak climbing, Mount Everest Exepedition, Amadablam expedition e Lobuche peak climbing sono le popolari avventure nel distretto di Solukhumbu.

## Municipalità
Il distretto è suddivisi in 8 municipalità, una urbana e sette rurali.
| Municipalità       | In nepalese | Tipo   | Abitati (2011) | Sup. Km² |
| ------------------ | ----------- | ------ | -------------- | -------- |
| Solududhkunda      | सोलुदूधकुण्ड     | urbana | 20,399         | 538.09   |
| Dudhakaushika      | दूधकौशिका       | rurale | 19,672         | 144.6    |
| Necha Salyan       | नेचा सल्यान     | rurale | 16,129         | 94.49    |
| Dudhkoshi          | दुधकोसी        | rurale | 13,414         | 167.67   |
| Maha Kulung        | महाकुलूङ्ग      | rurale | 11,452         | 648.05   |
| Sotang             | सोतांग         | rurale | 9,530          | 103      |
| Likhu Pike         | लिखु पीके       | rurale | 5,534          | 124.38   |
| Khumbu Pasanglhamu | खुम्बु पासाङल्हामु  | rurale | 8,989          | 1539.11  |